# Linkový přístupový bod služby
Linkový přístupový bod služby (anglicky Link Layer Service Access Point, LSAP) je přístupový bod služby (SAP) na rozhraní mezi linkovou vrstvou a síťovou vrstvou.
Identifikátor přístupového bodu služby (anglicky Service access point identifier, SAPI) identifikuje SAP, ve kterém jsou služby linkové vrstvy poskytovány protokolům vyšší vrstvy. Díky tomu SAPI udává entitu linkové vrstvy, která zpracovává rámec linkové vrstvy, a následně i entitu protokolu síťové vrstvy, která má přijmout informaci obsaženou v rámci.

## Pozadí
Referenční model ISO/OSI používá při definování komunikace mezi vrstvami přístupový bod služby pro identifikaci, jaký protokol má zpracovávat přijatou zprávu. Na úrovni jedné vrstvy si mohou programy vyměňovat data na základě vzájemně odsouhlaseného mechanismu protokolů. Programy, které nepodporují stejný protokol, spolu nemohou komunikovat. Aby v jedné vrstvě mohlo koexistovat několik protokolů, je nezbytné určit, který protokol se má použít pro zpracování služebních datových jednotek doručených nižší vrstvou.

## LSAP v IEEE 802.2
Logical Link Control v IEEE 802.2 definuje dvě pole pro LSAP:
- DSAP (Cílový přístupový bod služby, anglicky Destination Service Access Point) – osmibitové pole reprezentující logickou adresu entity síťové vrstvy, které je zpráva adresována
- SSAP (Zdrojový přístupový bod služby, anglicky Source Service Access Point) – osmibitové pole reprezentující logickou adresu entity síťové vrstvy, která zprávu vytvořila; spolu s DSAP se označuje LSAP

## Hodnoty
Nejméně významný bit DSAP určuje, zda DSAP obsahuje individuální nebo skupinovou adresu:
- pokud má hodnotu 0, zbývajících 7 bitů DSAP udává individuální adresu, která se odkazuje na jediný lokální přístupový bod služby (LSAP), na který má být paket doručen.
- pokud má hodnotu 1, zbývajících 7 bitů DSAP udává skupinovou adresu, která se odkazuje na skupinové LSAP, na které má být paket doručen.

Nejméně významný bit SSAP indikuje, zda se jedná o příkaz nebo odezvu:
- jestliže je 0, jedná se o příkazový paket (anglicky Command)
- jestliže je 1, jedná se o paket odezvy (anglicky Response).

Zbývajících 7 bitů SSAP udává LSAP, ze které byl paket odeslán.
Hodnoty DSAP a SSAP s druhým nejméně významný bitem rovným 1 jsou LSAP rezervované pro ISO.
DSAP a SSAP mohou mít následující hodnoty:
| Hodnota | Hodnota | Význam                                                    |
| ------- | ------- | --------------------------------------------------------- |
| dec     | hex     | Význam                                                    |
| 0       | 00      | Null LSAP                                                 |
| 2       | 02      | Individual LLC Sublayer Management Function               |
| 3       | 03      | Group LLC Sublayer Management Function                    |
| 4       | 04      | IBM SNA Path Control (individual)                         |
| 5       | 05      | IBM SNA Path Control (group)                              |
| 6       | 06      | ARPANET Internet Protocol (IP)                            |
| 8       | 08      | SNA                                                       |
| 12      | 0C      | SNA                                                       |
| 14      | 0E      | PROWAY (IEC955) Network Management & Initialization       |
| 24      | 18      | Texas Instruments                                         |
| 66      | 42      | IEEE 802.1 Bridge Spanning Tree Protocol                  |
| 78      | 4E      | EIA RS-511 Manufacturing Message Service                  |
| 94      | 5E      | ISI IP                                                    |
| 126     | 7E      | ISO 8208 (X.25 over IEEE 802.2 Type 2 LLC)                |
| 128     | 80      | Xerox Network Systems (XNS)                               |
| 130     | 82      | BACnet/Ethernet                                           |
| 134     | 86      | Nestar                                                    |
| 142     | 8E      | PROWAY (IEC 955) Active Station List Maintenance          |
| 152     | 98      | ARPANET Address Resolution Protocol (ARP)                 |
| 166     | A6      | RDE (route determination entity)                          |
| 170     | AA      | SubNetwork Access Protocol (SNAP)                         |
| 188     | BC      | Banyan VINES                                              |
| 224     | E0      | Novell NetWare                                            |
| 240     | F0      | IBM NetBIOS                                               |
| 244     | F4      | IBM LAN Management (individual)                           |
| 245     | F5      | IBM LAN Management (group)                                |
| 248     | F8      | IBM Remote Program Load (RPL)                             |
| 250     | FA      | Ungermann-Bass                                            |
| 254     | FE      | ISO Network Layer Protocol; OSI protokol ISO CLNS IS 8473 |
| 255     | FF      | Global LSAP (nemůže být použito pro SSAP)                 |